# Струмили
Помилка Lua у Модуль:Navbar у рядку 61: Неприпустима назва {{subst:PAGENAME}}.
Струмили гербу Наленч —  шляхетський рід. Збудували родинну каплицю при Латинському катедральний соборі у Львові, яка не збереглася, на її місці нині — каплиця Бичування Христа.

## Представники
- Юрій Струмило — львівський хорунжий, підкоморій
- Олександр Станіслав — староста смоленський, 1489 року посол до Москви
- Яків, Стефан, Петро, Микола — рідні брати
- Федір — син Якова, брав участь у битві під Зборовом у складі полку підканцлера ВКЛ Казимира Лева Сапеги